# Ernst Georg Gladbach

Ernst Georg Gladbach (1875)

Ernst Georg Gladbach (* 30. Oktober 1812 in Darmstadt; † 26. Dezember 1896 in Zürich) war ein deutsch-schweizerischer Architekt, Hochschullehrer und Begründer der schweizerischen Bauernhausforschung.

## Berufsbiografie
Gladbach war der Sohn eines Hannoveraner Anwalts, der nach Paris gegangen war, um sich der französischen Revolution anzuschliessen, und in Napoleonischer Zeit auf Vermittlung durch Georg von Wedekind als Legationsrat nach Darmstadt kam, wo er heiratete und sich niederliess. Der junge Gladbach, der offenbar ein schwieriges Verhältnis zu seinem Vater hatte, baute früh eine enge Beziehung zu seinen Verwandten Fritz Hessemer und Georg Moller auf. Schon als Schüler arbeitete er im Büro seines Onkels, des hessischen Oberbaurats Moller, bei dem eine grosse Zahl erfolgreicher Architekten ausgebildet wurde und bei dem er Ferdinand Stadler begegnete. Dort durchlief er nach der Konfirmation auch seine Lehrzeit. Anschliessend ging er zum Studium nach Göttingen, wo er Mitglied des Corps Hassia Göttingen wurde, nach Giessen, wo er Mitglied der Alten Gießener Burschenschaft Germania. wurde und bei Liebig hörte und Mathematik studierte, und nach Heidelberg, wo er Heidelberger Burschenschafter wurde und das Physik- und Mathematikstudium weiter betrieb, aber durch Gervinus in Kontakt mit Johann Friedrich Heinrich Schlosser geriet. Nach diesen Studien legte Gladbach sein Staatsexamen fürs Baufach ab, das er mit Auszeichnung bestand. Zunächst ging er für drei Jahre als Accessist zu Kreisbaumeister Ritter nach Nidda, wo er seine spätere Frau kennenlernte.
1836 erhielt Gladbach zweijährigen Urlaub für die damals für einen Architekten obligatorische Studienreise. Im Anschluss an Norddeutschland, Berlin und Dresden reiste er weiter nach Italien, wo er Florenz, Pisa, Siena, Orvieto und Rom besuchte. In Rom erhielt er auch seine Anstellungsurkunde als (hessischer) Kreisbaumeister, und schliesslich sah er, zusammen mit Wilhelm Mithoff, der ihre Reise dokumentierte, noch Neapel, Paestum und Sizilien, wo er den Ätna bestieg. Nach seiner Rückreise über Rom, Verona und München kehrte er 1839 nach Darmstadt zurück und heiratete.
Die Stelle als Kreisbaumeister befriedigte ihn nicht, da er kaum Neubauten planen konnte, sondern vor allem mit dem Unterhalt der Strassen und Strassenmeistereien befasst war. Daher führte er mit dem dritten Band das von Moller begonnene Werk Denkmäler der deutschen Baukunst fort. Zudem war seine Frau nach neunjähriger Ehe gestorben, und er versorgte die drei Kinder.
Sein Freund Ferdinand Stadler, Professor für Baukonstruktion am neugegründeten Eidgenössischen Polytechnikum in Zürich, bemühte sich daraufhin, Gladbach ebenfalls an die Hochschule zu holen, wohin er 1857 auch berufen wurde. Von 1876 bis 1882 war Arnold Geiser als Assistent bei Gladbach tätig.
Gladbach war 1857 bis 1890 Professor für Baukonstruktion und erforschte in dieser Zeit intensiv die verschiedenen Schweizer regionalen Baustile, die er in mehreren Publikationen akribisch aufmass, selber radierte und veröffentlichte. Die von ihm zunächst in Auftrag gegebenen Stiche befriedigten ihn nicht, und er entwickelte ganz eigene Techniken etwa zur Darstellung der Holzmaserung und feinster Details. Er differenzierte so den damals pauschal historisierenden Schweizerstil, wie er verniedlichend an Hotels, an Park- und Ausstellungsbauten auftrat.
Nach ihm ist die Gladbachstrasse in Zürich-Fluntern benannt, dem Stadtkreis, in dem er zuletzt wohnte.

## Schriften
- Denkmäler deutscher Baukunst. III. Teil. Begonnen von Dr. Georg Moller, fortgesetzt von Ernst Gladbach. Verlag von C. W. Leske. Darmstadt ohne Datum (1854).
- Der Schweizer Holzstil in seinen kantonalen und konstructiven Verschiedenheiten vergleichend dargestellt mit Holzbauten Deutschlands. Teil 1. Caesar Schmidt, Zürich 1868.
- Vorlageblätter zur Bauconstructionslehre. Zürich 1870.
- Charakteristische Holzbauten der Schweiz vom 16. bis 19. Jahrhundert nebst deren inneren Ausstattung nach der Natur aufgenommen. Claesen, Berlin 1870.
- Die Holz-Architektur der Schweiz. Orell Füssli, Zürich 1876.
- Der Schweizer Holzstil in seinen kantonalen und konstructiven Verschiedenheiten vergleichend dargestellt mit Holzbauten Deutschlands. Teil 1. Carl Koehler’s Verlag, Darmstadt 1868. (Digitalisat der UB Stuttgart)
- Der Schweizer Holzstil in seinen kantonalen und konstructiven Verschiedenheiten vergleichend dargestellt mit Holzbauten Deutschlands. Teil 2. Caesar Schmidt, Zürich 1883.